# Primeiro Consistório Ordinário Público de 1893

## Cardeais Eleitores
| Nº                 | País                 | Nome                         | Idade              | Cargo                                                    | Título ou Diaconia                                           |
| Cardeais eleitores | Cardeais eleitores   | Cardeais eleitores           | Cardeais eleitores | Cardeais eleitores                                       | Cardeais eleitores                                           |
| ------------------ | -------------------- | ---------------------------- | ------------------ | -------------------------------------------------------- | ------------------------------------------------------------ |
| 1                  | Itália               | Giuseppe Guarino             | 65                 | Arcebispo de Messina                                     | Cardeal-presbítero de São Tomé em Parione                    |
| 2                  | Itália               | Mario Mocenni                | 69                 | Substituto da Secretaria de Estado da Santa Sé           | Cardeal-presbítero de São Bartolomeu na Ilha Tiberina        |
| 3                  | Itália               | Amilcare Malagola            | 52                 | Arcebispo de Fermo                                       | Cardeal-presbítero de Santa Balbina                          |
| 4                  | Itália               | Angelo di Pietro             | 64                 | Núncio apostólico na Espanha                             | Cardeal-presbítero de São Bonifácio e Santo Aleixo           |
| 5                  | Espanha              | Benito Sanz y Forés          | 64                 | Arcebispo de Sevilha                                     | Cardeal-presbítero de Santo Eusébio                          |
| 6                  | França               | Guillaume-René Meignan       | 75                 | Arcebispo de Tours                                       | Cardeal-presbítero de Santíssima Trindade no Monte Pincio    |
| 7                  | França               | Léon-Benoit-Charles Thomas   | 66                 | Arcebispo de Rouen                                       | Cardeal-presbítero de Santa Maria Nova                       |
| 8                  | Alemanha             | Philipp Krementz             | 73                 | Arcebispo de Colônia                                     | Cardeal-presbítero de São Crisógono                          |
| 9                  | Itália               | Ignazio Persico, O.F.M.Cap.  | 69                 | Secretário da Congregação para a Evangelização dos Povos | Cardeal-presbítero de São Pedro Acorrentado                  |
| 10                 | Itália               | Luigi Galimberti             | 56                 | Núncio apostólico na Áustria                             | Cardeal-presbítero de Santos Nereu e Aquileu                 |
| 11                 | República da Irlanda | Michael Logue                | 52                 | Arcebispo de Armagh                                      | Cardeal-presbítero de Nossa Senhora da Paz                   |
| 12                 | Hungria              | Kolos Ferenc Vaszary, O.S.B. | 60                 | Arcebispo de Esztergom                                   | Cardeal-presbítero de Santos Silvestre e Martinho nos Montes |
| 13                 | Inglaterra           | Herbert Vaughan              | 60                 | Arcebispo de Westminster                                 | Cardeal-presbítero de Santos André e Gregório no Monte Celio |
| 14                 | Polónia              | Georg von Kopp               | 50                 | Arcebispo de Wrocław                                     | Cardeal-presbítero de Santa Inês Fora das Muralhas           |
| In Pectore         |                      |                              |                    |                                                          |                                                              |
| 15                 | França               | Adolphe Perraud, C.O.        | 64                 | Bispo de Autun                                           | Revelado no Consistório Ordinário Público de 1895            |
| 16                 | Alemanha             | Andreas Steinhuber, S.J.     | 68                 | Presbítero da Companhia de Jesus                         | Revelado no Consistório Ordinário Público de 1894            |

## Link Externo
- «Catholic Hierarchy» (em inglês)